# Naz-Sciaves
Naz-Sciaves (en allemand, Natz-Schabs) est une commune italienne d'environ 3 200 habitants située dans la province autonome de Bolzano dans la région du Trentin-Haut-Adige dans le nord-est de l'Italie.

## Administration
| Période                                  | Période  | Identité     | Étiquette | Qualité |
| ---------------------------------------- | -------- | ------------ | --------- | ------- |
| 13/11/2007                               | En cours | Peter Gasser | SVP       | maire   |
| Les données manquantes sont à compléter. |          |              |           |         |

### Hameaux
Aica, Rasa, Fiumes

### Communes limitrophes
Les communes limitrophes sont  Bressanone, Fortezza, Luson, Rio di Pusteria, Rodengo et Varna.